# Leichtathletik-Weltmeisterschaften 1995/10.000 m der Männer

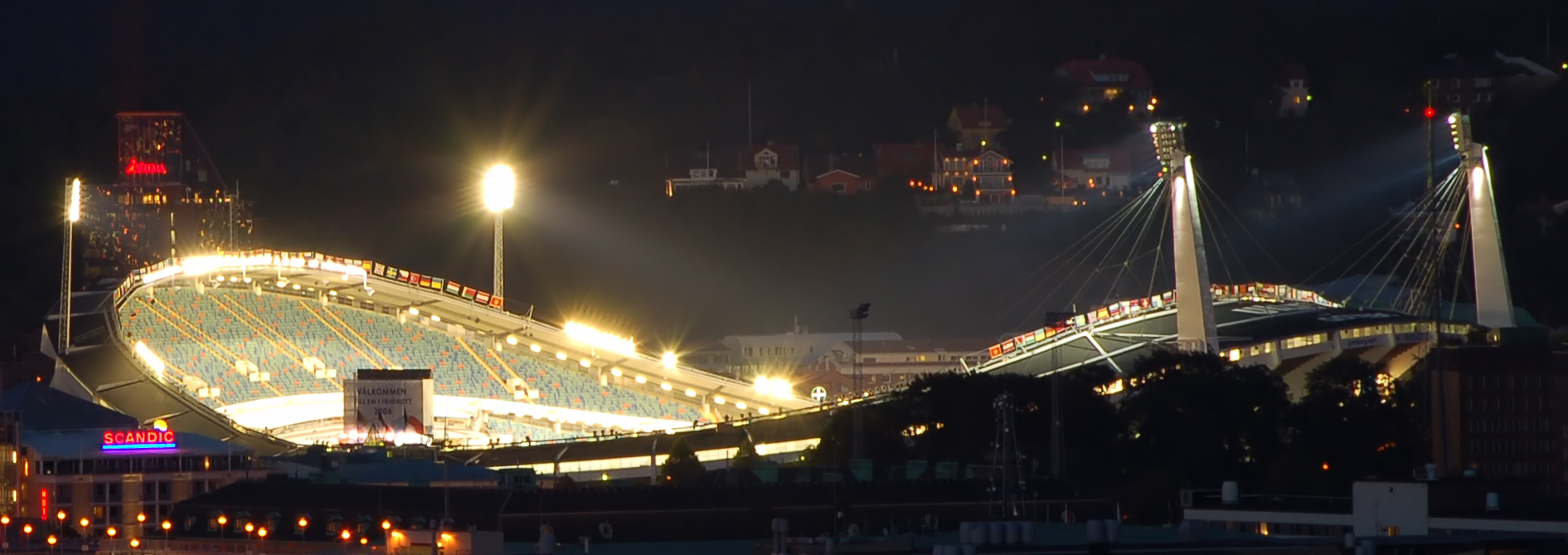
Das Göteborger Ullevi-Stadion im Jahr 2006

Der 10.000-Meter-Lauf der Männer bei den Leichtathletik-Weltmeisterschaften 1995 wurde am 5. und 8. August 1995 im Göteborger Ullevi-Stadion ausgetragen.
Weltmeister wurde der äthiopische Titelverteidiger, WM-Zweite von 1993 über 5000 Meter und Weltrekordinhaber Haile Gebrselassie, der bei den Afrikameisterschaften 1993 außerdem Bronze über 10.000 und Silber über 5000 Meter gewonnen hatte. Den zweiten Rang belegte der marokkanische Olympiasieger von 1992 und WM-Dritte von 1991 Khalid Skah. Bronze ging an den Kenianer Paul Tergat.

## Rekorde

### Bestehende Rekorde
| Weltrekord               | 26:43,53 min | Haile Gebrselassie | Hengelo, Niederlande    | 5. Juni 1995    |
| Weltmeisterschaftsrekord | 27:38,63 min | Paul Kipkoech      | WM 1987 in Rom, Italien | 29. August 1987 |

### Rekordverbesserung
Der bestehende WM-Rekord wurde zwei Mal  verbessert:
- 27:29,07 min – Josephat Machuka (Kenia), 2. Vorlauf, 5. August
- 27:12,95 min – Haile Gebrselassie (Äthiopien), Finale, 8. August

## Vorrunde
Auch in diesem Jahr war die Teilnehmerzahl mit vierzig Athleten so hoch, dass die Durchführung von Vorläufen notwendig wurde. Es gab zwei Läufe. Die ersten acht Athleten pro Lauf – hellblau unterlegt – sowie die darüber hinaus vier zeitschnellsten Läufer – hellgrün unterlegt – qualifizierten sich für das Viertelfinale.
Die über ihre Zeit für den Endlauf qualifizierten Sportler kamen ohne Ausnahme aus dem zweiten Rennen. Dieses war so schnell, dass der Sieger sogar einen neuen WM-Rekord aufstellte, der allerdings im Finale noch einmal deutlich unterboten wurde.

### Vorlauf 1
5. August 1995, 18:40 Uhr
| Platz | Name                    | Nation         | Zeit (min) |
| ----- | ----------------------- | -------------- | ---------- |
| 1     | Haile Gebrselassie      | Äthiopien      | 28:10,66   |
| 2     | Paul Tergat             | Kenia          | 28:10,78   |
| 3     | António Pinto           | Portugal       | 28:11,47   |
| 4     | Paulo Guerra            | Portugal       | 28:11,94   |
| 5     | Assefa Mezgebu          | Äthiopien      | 28:11,96   |
| 6     | Khalid Skah             | Marokko        | 28:11,99   |
| 7     | Toshiyuki Hayata        | Japan          | 28:12,77   |
| 8     | Todd Williams           | USA            | 28:13,83   |
| 9     | Paul Evans              | Großbritannien | 28:14,76   |
| 10    | Stephan Freigang        | Deutschland    | 28:17,04   |
| 11    | Martín Pitayo           | Mexiko         | 28:24,20   |
| 12    | Rolando Vera            | Ecuador        | 28:33,10   |
| 13    | Andrew Panga            | Tansania       | 28:44,44   |
| 14    | Kenji Takao             | Japan          | 28:47,01   |
| 15    | Antonio Serrano         | Spanien        | 28:51,37   |
| 16    | Jeff Schiebler          | Kanada         | 29:12,20   |
| 17    | Arnold Mächler          | Schweiz        | 29:33,77   |
| 18    | Charles Mulinga         | Sambia         | 30:06,49   |
| 19    | Ismael Ould Adermaz     | Mauretanien    | 33:04,49   |
| DNF   | Robbie Johnston         | Neuseeland     |            |
| DNF   | Alyan Sultan Al Qahtani | Saudi-Arabien  |            |

### Vorlauf 2
5. August 1995, 19:25 Uhr
| Platz | Name                 | Nation      | Zeit (min)  |
| ----- | -------------------- | ----------- | ----------- |
| 1     | Josephat Machuka     | Kenia       | 27:29,07 CR |
| 2     | Joseph Kimani        | Kenia       | 27:35,20    |
| 3     | Salah Hissou         | Marokko     | 27:47,20    |
| 4     | Mathias Ntawulikura  | Südafrika   | 27:47,93    |
| 5     | Domingos Castro      | Portugal    | 27:48, 19   |
| 6     | Yasuyuki Watanabe    | Japan       | 27:48,55    |
| 7     | Germán Silva         | Mexiko      | 27:49,07    |
| 8     | Stefano Baldini      | Italien     | 27:50,27    |
| 9     | Stéphane Franke      | Deutschland | 27:50,93    |
| 10    | Abel Antón           | Spanien     | 27:51,37    |
| 11    | Alejandro Gómez      | Spanien     | 27:51,64    |
| 12    | Hendrick Ramaala     | Südafrika   | 27:54,59    |
| 13    | Chris Fox            | USA         | 28:32,67    |
| 14    | Jorge Márquez        | Mexiko      | 28:53,02    |
| 15    | Miroslav Vanko       | Slowakei    | 28:53,69    |
| 16    | Tom Ansberry         | USA         | 29:01,43    |
| 17    | Noel Berkeley        | Irland      | 29:16,69    |
| DNF   | Aloÿs Nizigama       | Burundi     |             |
| DNF   | Antonio Fabián Silio | Argentinien |             |
| DNS   | Fita Bayisa          | Äthiopien   |             |

## Finale

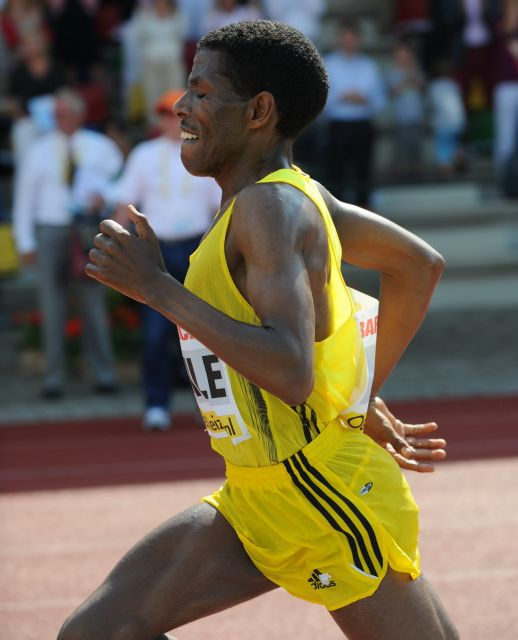
Haile Gebrselassie (Foto: 2009) verteidigte seinen Titel – in den nächsten Jahren erreichte er eine beeindruckende Erfolgsserie

8. August 1995, 18:35 Uhr
| Platz | Name                | Nation      | Zeit (min)  |
| ----- | ------------------- | ----------- | ----------- |
| 1     | Haile Gebrselassie  | Äthiopien   | 27:12,95 CR |
| 2     | Khalid Skah         | Marokko     | 27:14,53    |
| 3     | Paul Tergat         | Kenia       | 27:14,70    |
| 4     | Salah Hissou        | Marokko     | 27:19,30    |
| 5     | Josephat Machuka    | Kenia       | 27:23,72    |
| 6     | Joseph Kimani       | Kenia       | 27:30,02    |
| 7     | Stéphane Franke     | Deutschland | 27:48,88    |
| 8     | Paulo Guerra        | Portugal    | 27:52,55    |
| 9     | Todd Williams       | USA         | 27:52,87    |
| 10    | Toshiyuki Hayata    | Japan       | 27:53,12    |
| 11    | Domingos Castro     | Portugal    | 27:53,42    |
| 12    | Yasuyuki Watanabe   | Japan       | 27:53,82    |
| 13    | Germán Silva        | Mexiko      | 27:55,34    |
| 14    | Assefa Mezgebu      | Äthiopien   | 27:56,06    |
| 15    | Mathias Ntawulikura | Südafrika   | 27:57,92    |
| 16    | Alejandro Gómez     | Spanien     | 27:59,38    |
| 17    | Hendrick Ramaala    | Südafrika   | 28:00,08    |
| 18    | Stefano Baldini     | Italien     | 28:08,39    |
| 19    | António Pinto       | Portugal    | 28:26,42    |
| DNF   | Abel Antón          | Spanien     |             |

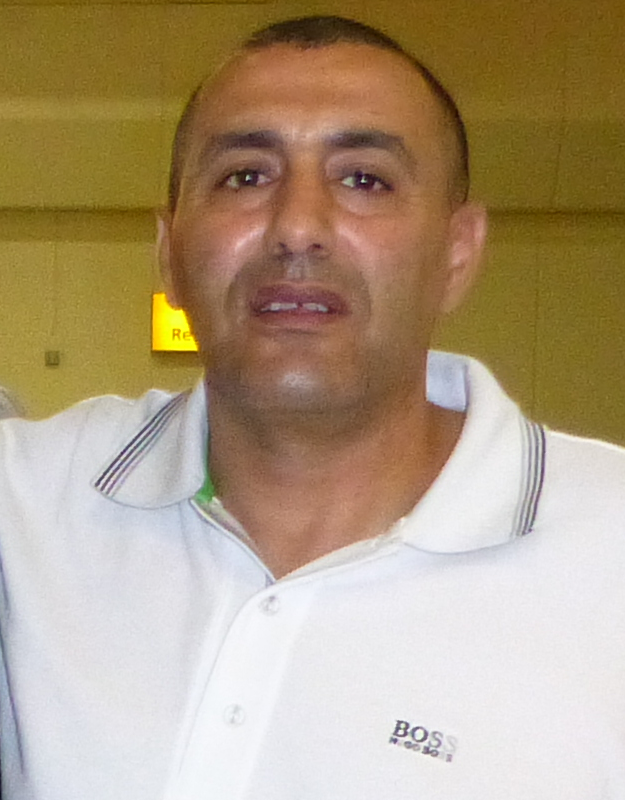
Vizeweltmeister Khalid Skah (hier im Jahr 2012) – 1992 war er Olympiasieger, 1991 WM-Dritter
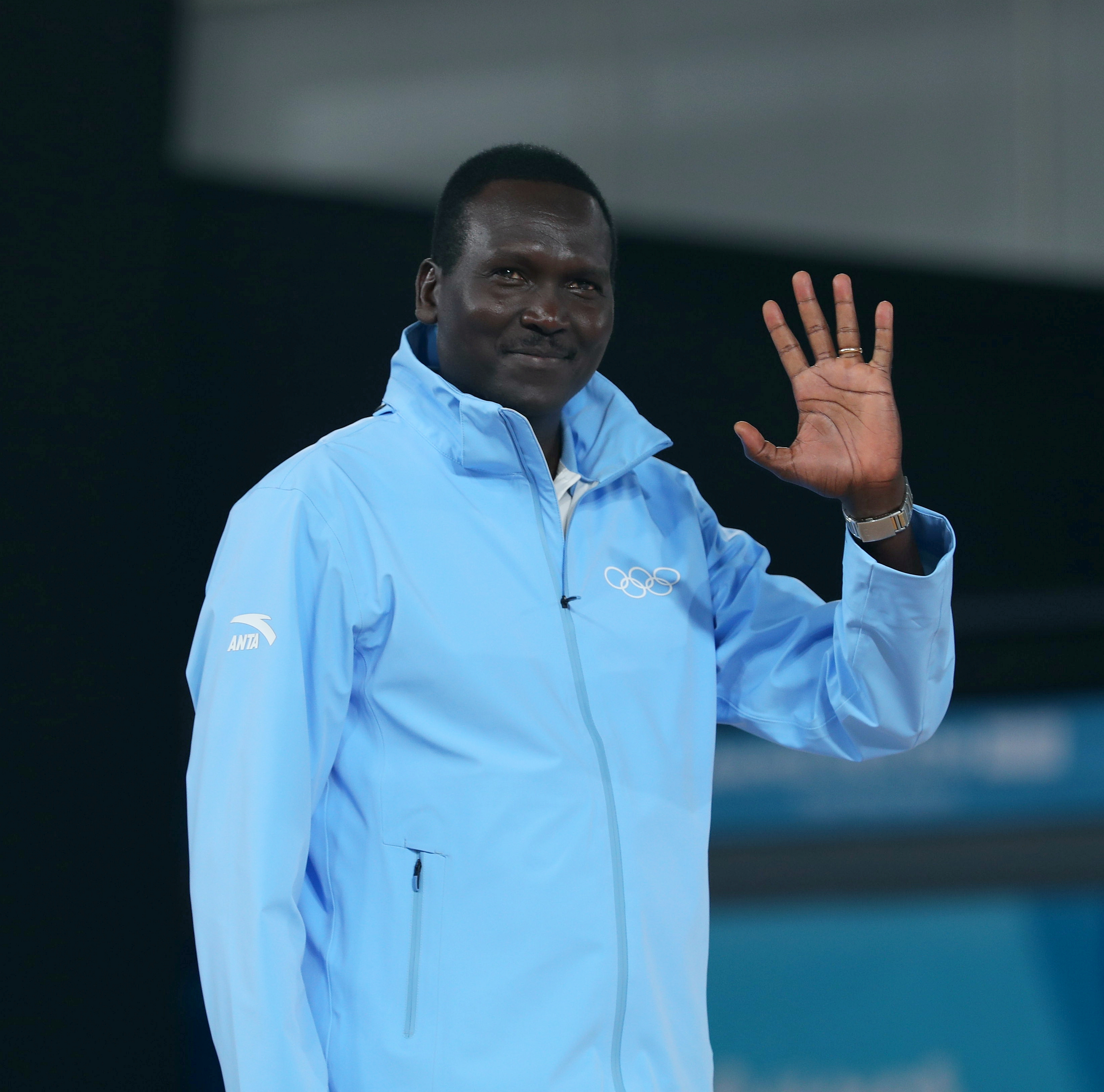
Bronzemedaillengewinner Paul Tergat, später großer, jedoch immer unterlegener Gegenspieler von Haile Gebrselassie
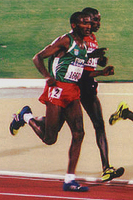
Assefa Mezgebu (grünes Trikot) belegte Rang vierzehn
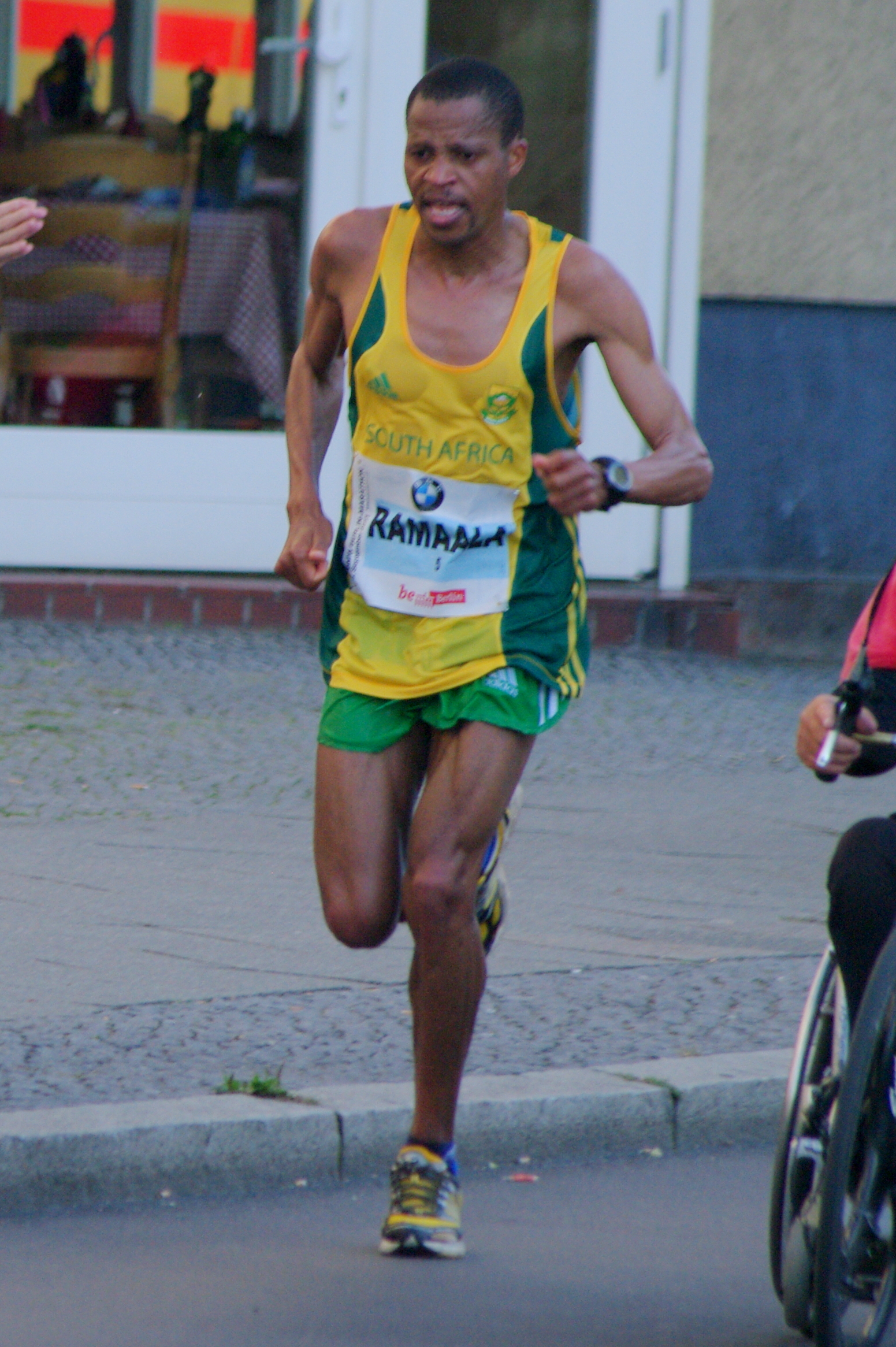
Hendrick Ramaala (Foto: Berlin-Marathon 2011) kam auf den siebzehnten Platz
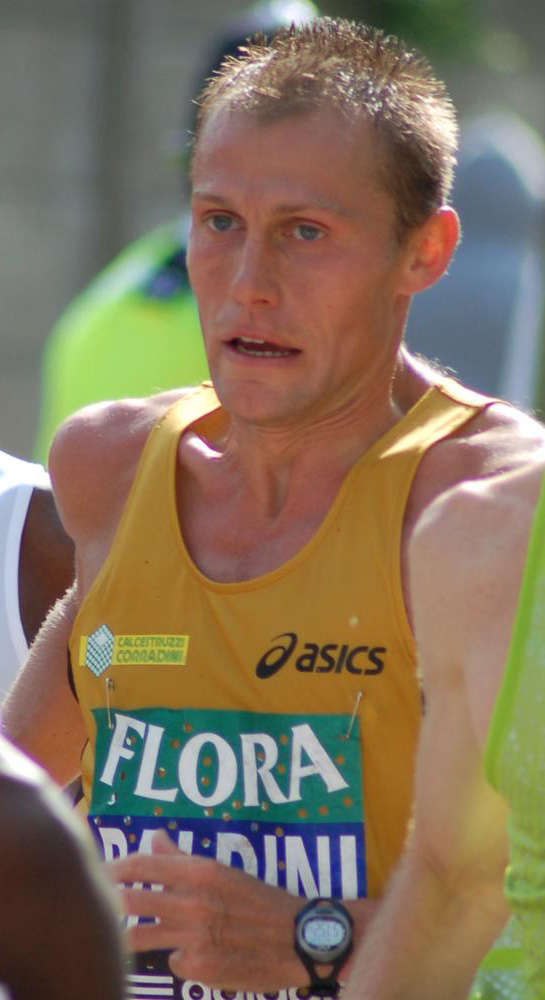
Stefano Baldini wurde Achtzehnter – er feierte seine großen Erfolge (unter anderem mit seinem Olympiasieg 2004) später als Marathonläufer
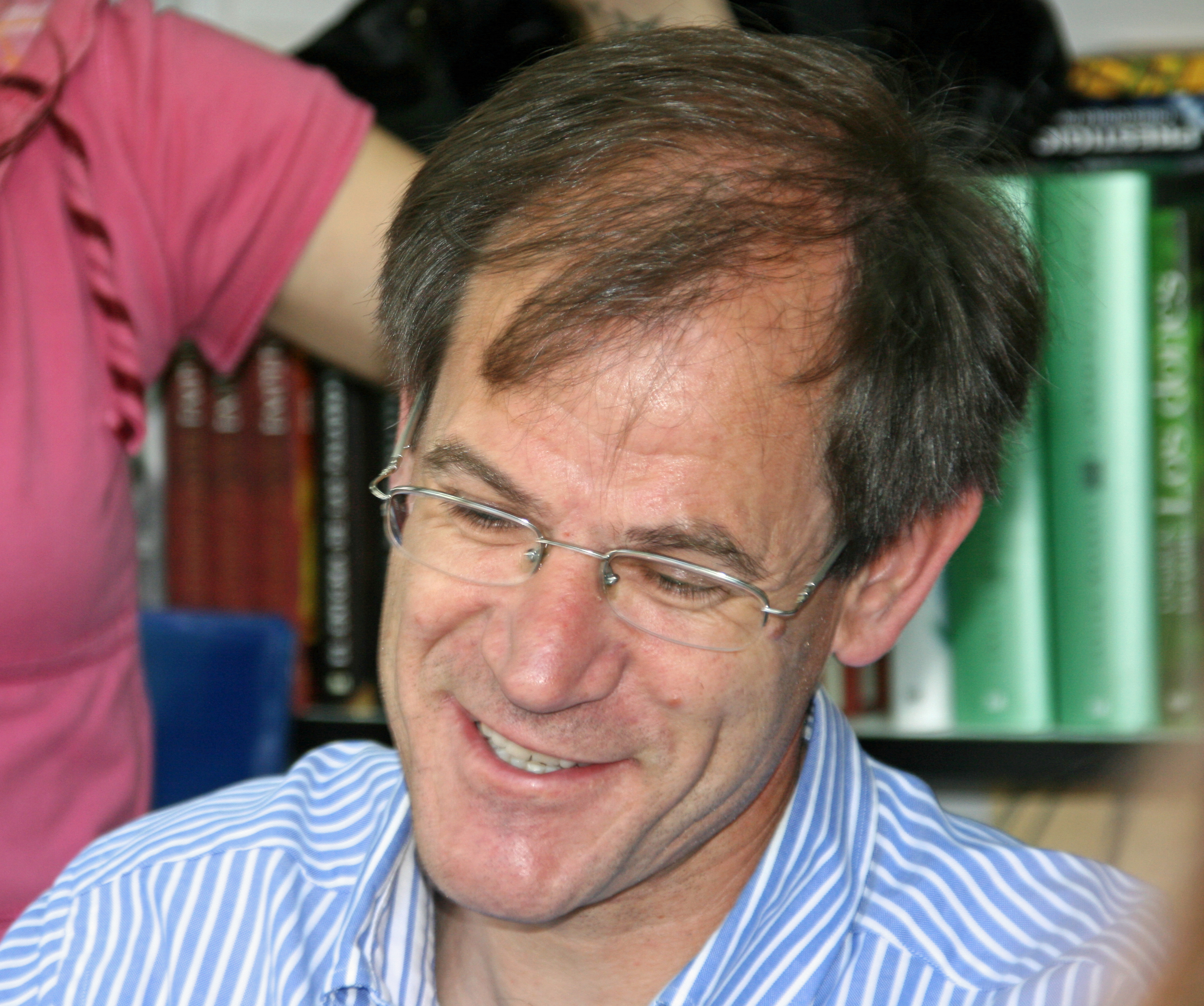
Der amtierende Europameister Abel Antón gab das Rennen vorzeitig auf – 1997 und 1999 wurde er Marathon-Weltmeister

## Video
- Uncut - 10,000m Men Final Goteborg 1995, Video veröffentlicht am 8. März 2013 auf youtube.com, abgerufen am 25. Mai 2020